# Dennis Ralston
Richard Dennis Ralston, ameriški tenisač, * 27. julij 1942, Bakersfield, Kalifornija, ZDA, 6. december 2020.
Dennis Ralston se je v posamični konkurenci edinkrat uvrstil v finale turnirja za Grand Slam leta 1966 na Prvenstvu Anglije, ko ga je premagal Manuel Santana. Na turnirjih za Odprto prvenstvo Avstralije se je najdlje uvrstil v polfinale leta 1970, kot tudi na turnirjih za Nacionalno prvenstvo ZDA leta 1960, na turnirjih za Amatersko prvenstvo Francije pa v četrti krog leta 1966. V konkurenci moških dvojic je trikrat osvojil Nacionalno prvenstvo ZDA, kjer je še trikrat zaigral v finalu, ter po enkrat Prvenstvo Anglije, kjer je še enkrat zaigral v finalu, in Amatersko prvenstvo Francije. V konkurenci mešanih dvojic se je dvakrat uvrstil v finale turnirja za Prvenstvo Anglije in enkrat Odprto prvenstvo ZDA. Leta 1963 je bil član zmagovite ameriške reprezentance na Davisovem pokalu. Leta 1987 je bil sprejet v Mednarodni teniški hram slavnih.

## Finali Grand Slamov

### Posamično (1)

#### Porazi (1)
| Leto | Turnir            | Nasprotnik v finalu | Rezultat finala |
| 1966 | Prvenstvo Anglije | Manuel Santana      | 4–6, 9–11, 4–6  |

### Moške dvojice (9)

#### Zmage (5)
| Leto | Turnir                       | Partner        | Nasprotnika v finalu          | Rezultat finala          |
| 1960 | Prvenstvo Anglije            | Rafael Osuna   | Mike Davies Bobby Wilson      | 7–5, 6–3, 10–8           |
| 1961 | Nacionalno prvenstvo ZDA     | Chuck McKinley | Rafael Osuna Antonio Palafox  | 6–3, 6–4, 2–6, 13–11     |
| 1963 | Nacionalno prvenstvo ZDA (2) | Chuck McKinley | Rafael Osuna Antonio Palafox  | 9–7, 4–6, 5–7, 6–3, 11–9 |
| 1964 | Nacionalno prvenstvo ZDA (3) | Chuck McKinley | Mike Sangster Graham Stilwell | 6–3, 6–2, 6–4            |
| 1966 | Amatersko prvenstvo Francije | Clark Graebner | Ilie Năstase Ion Ţiriac       | 6–3, 6–3, 6–0            |

#### Porazi (4)
| Leto | Turnir                       | Partner        | Nasprotnika v finalu         | Rezultat finala           |
| 1962 | Nacionalno prvenstvo ZDA     | Chuck McKinley | Rafael Osuna Antonio Palafox | 4–6, 12–10, 6–1, 7–9, 3–6 |
| 1966 | Nacionalno prvenstvo ZDA (2) | Clark Graebner | Roy Emerson Fred Stolle      | 4–6, 4–6, 4–6             |
| 1969 | Odprto prvenstvo ZDA (3)     | Clark Graebner | Ken Rosewall Fred Stolle     | 6–2, 5–7, 11–13, 3–6      |
| 1971 | Odprto prvenstvo Anglije     | Arthur Ashe    | Roy Emerson Rod Laver        | 6–4, 7–9, 8–6, 4–6, 4–6   |

### Mešane dvojice (3)

#### Porazi (3)
| Leto | Turnir                | Partner          | Nasprotnika v finalu                 | Rezultat finala |
| 1962 | Prvenstvo Anglije     | Ann Haydon-Jones | Margaret Osborne duPont Neale Fraser | 6–2, 3–6, 11–13 |
| 1966 | Prvenstvo Anglije (2) | Billie Jean King | Margaret Court Ken Fletcher          | 6–4, 3–6, 3–6   |
| 1969 | Odprto prvenstvo ZDA  | Françoise Dürr   | Margaret Court Marty Riessen         | 4–6, 5–7        |